# Tochinoumi Teruyoshi

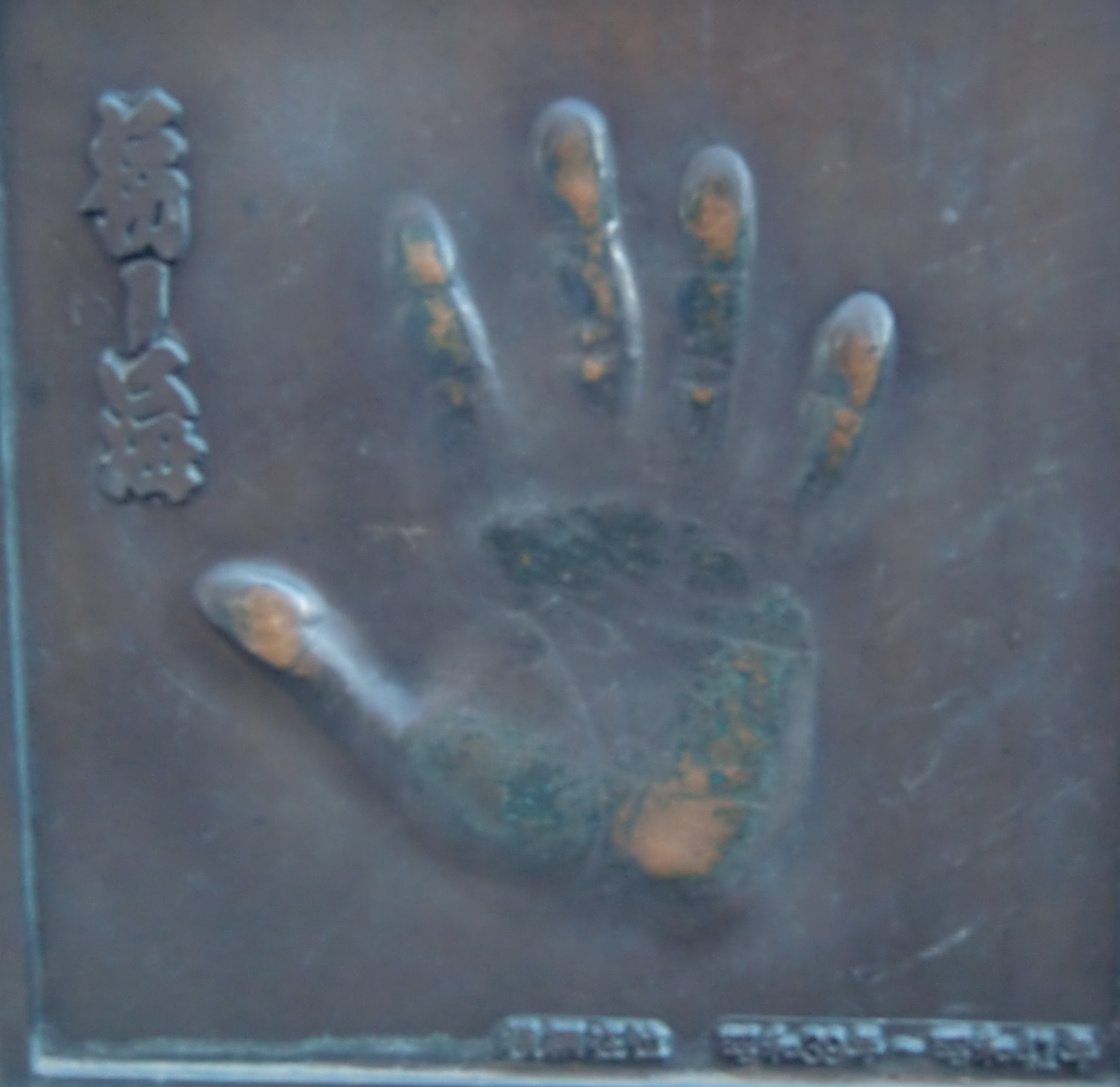
Tochinoumi Teruyoshi (Handabdruck)

Tochinoumi Teruyoshi (japanisch 栃ノ海 晃嘉; * 13. März 1938 in Inakadate, Präfektur Aomori, Japan als Hanada Shigehiro (花田 茂廣); † 29. Januar 2021) war ein erfolgreicher Sumōringer und der 49. Yokozuna.

## Karriere im Sumō
Tochinoumi gehörte dem besonders in den 1950ern und 1960ern erfolgreichem Kasugano-Beya an, zu dem auch die früheren Yokozuna Tochinishiki und Tochigiyama gehörten.
Nach seinem Debüt im September 1955 stieg Tochinoumi in etwa 3½ Jahren in die Jūryō-Division auf und erreichte ein Jahr später im März 1960 die Makuuchi-Division. Er stach dabei durch seine technischen Leistungen hervor, die sich in sechs Ginō-Shō (Spezialpreis für gute technische Leistungen) widerspiegelten.
Seinen ersten Turniersieg schaffte er beim Sommerturnier 1962 und wurde daraufhin zum Ōzeki befördert. Ein Jahr später wurde er nach einem 13-2 im September sowie einem 14-1 im November (dieses Turnier konnte er gewinnen) zum 49. Yokozuna befördert. Zwar schaffte er noch einen weiteren Turniersieg im Mai 1964, jedoch stand er stets im Schatten der beiden zu dieser Zeit dominierenden Yokozuna Taihō und Kashiwado.
Er war zwar ein guter Techniker, jedoch zeigte sich, dass er sich als Yokozuna nur schwer durchsetzen konnte, was wohl auch an seinem geringen Gewicht von etwa 110 kg lag. So kam es dazu, dass er Ende 1966 mit nur 28 Jahren seinen Rücktritt verkündete. Nach seiner aktiven Zeit gehörte er als Trainer weiterhin dem Kasugano-Beya an und übernahm den Kasugano-Anteil des Sumōverbandes nach dem Tode von Tochinishiki im Jahre 1990. 2003 gab er diesen Anteil an den ehemaligen Sekiwake Tochinowaka altersbedingt ab.